# Shurtleff College
Shurtleff College byla baptistická vysoká škola ve Spojených státech sídlící v Altonu, Illinois. Škola byla založena v roce 1827 americkým abolicionistou a baptistickým kazatelem Johnem Masonem Peckem. Ve své době byla ve Spojených státech nejstarší baptistickou vysokou školou na západ od Appalačských hor. V roce 1957 kvůli finančním potížím škola přestala existovat a její areál odkoupila Southern Illinois University. Na škole za druhé světové války vyučoval český baptistický kazatel a pedagog Jindřich Procházka.